# تپه کوبقرو
تپه کوبقرو در شهرستان ملایر، بخش سامن، دهستان سامن، روستای ضربه علی واقع شده و این اثر در تاریخ ۲۵ آبان ۱۳۸۷ با شمارهٔ ثبت ۲۳۶۶۱ به‌عنوان یکی از آثار ملی ایران به ثبت رسیده است.